# Raphael Rajaonarison
Raphael Rajaonarison – madagaskarski zapaśnik walczący w stylu wolnym. Zajął piąte miejsce na mistrzostwach Afryki w 1997. Złoty medalista igrzysk Wysp Oceanu Indyjskiego w 1998 roku.